# Пасош Венецуеле
Пасош Венецуеле је јавна путна исправа која се држављанину Венецуеле издаје за путовање и боравак у иностранству, као и за повратак у земљу.
За време боравка у иностранству, путна исправа служи њеном имаоцу за доказивање идентитета и као доказ о држављанству. Пасош Венецуеле се издаје за неограничен број путовања.

## Језици
Пасош је исписан шпанским и енглеским језиком као и личне информације носиоца.